# Curteri
Curteri è una frazione del comune di Mercato San Severino, in provincia di Salerno.

## Geografia fisica
Curteri, sulla strada Provinciale SP 4 Mercato San Severino - Nocera Superiore (Camerelle), comprende nel suo territorio l'antico nucleo di Rota, con la chiesa di Santa Maria a Rota (VIII secolo), e le località Camporotunno e S.Girolamo.
Confina con il capoluogo, Mercato San Severino, e le frazioni Sant'Angelo in Macerata Monticelli di Sotto, Oscato.

## Società

### Istituzioni, enti e associazioni
- Presidio Ospedaliero di Mercato San Severino Ospedale Amico - Gaetano Fucito[1]
- Stazione dei vigili del fuoco - Sede di Mercato San Severino
- Scuola elementare e materna Luigi Cacciatore
- Associazione socio-culturale Alfonso Gatto